# باقاناس
باقاناس (قزاقی: Бақанас) روستایی است در شهرستان بالخاش استان آلماتی قزاقستان. باقاناس ۵۴۱۷ نفر جمعیت دارد و مرکز این شهرستان است.